# Bivacco San Camillo
Il bivacco San Camillo si trova in prossimità del lago artificiale della Rossa a breve distanza dalla piccola cappella votiva chiamata "Pilone San Camillo".

## Storia
Venne costruito nel 1990 ad una quota leggermente più elevata delle sponde del lago artificiale della Rossa su proposta di padre Vittorio Bertolaccini dei padri camilliani, ispirandosi al nome del lago e della montagna sovrastante (la Croce Rossa). Nel 1959 venne edificata una cappellina dedicata a san Camillo lungo le sponde del lago la quale, distrutta nel 1969 da una slavina, venne riedificata nel luogo ove attualmente si trova.

## Caratteristiche ed informazioni
Il bivacco ha una struttura in legno e, sulla facciata, vi è una targa che indica che "Questo bivacco è stato voluto da P. Vittorio Bertolaccini dei Padri Camilliani e dagli Alpini delle Valli di Lanzo per il conforto di quanti amano e rispettano la montagna".

## Accessi
- In estate, percorrendo la strada che da Usseglio conduce al vallone d'Arnas, si giunge sino alla sbarra; da questo punto si prosegue a piedi lungo la mulattiera (percorrendo anche alcuni tratti asfaltati della strada di proprietà dell'Enel) che conduce al lago della Torre, oltre il quale si deve procedere su sentiero di alta montagna (difficoltà E, tempo tre ore).
- In inverno, partendo da Usseglio, si prosegue lungo il tragitto estivo solo con neve ben assestata per il forte pericolo di slavine nel vallone d'Arnas, con difficoltà E, in 6,30 ore.

## Ascensioni
Costituisce il punto di partenza di diverse escursioni ed ascensioni. Tra queste ascensioni merita ricordare:
- Croce Rossa (monte) - 3.566 m
- Monte Lera - 3.355 m
- Punta Maria - 3.302 m

## Traversate
- Rifugio Luigi Cibrario - 2.616 m attraverso il colle Altare, difficoltà E, 1,30 h.
- Rifugio dell'Averole - 2.229 m attraverso il colle d'Arnas (3.030 m), difficoltà EEA, 5 h.
- Rifugio Bartolomeo Gastaldi - 2.659 m. attraverso il Collerin d'Arnas (2.851 m), difficoltà EE, 3h.